# Avaz Twist Tower
L'Avaz Twist Tower est un gratte-ciel de bureaux construit entre 2006 et 2009 à Sarajevo en Bosnie. Avec ses 142 mètres de hauteur (172 en comptant l'antenne), elle est, lors de son achèvement, le plus haut immeuble des Balkans.